# Odin, Illinois
Odin là một làng thuộc quận Marion, tiểu bang Illinois, Hoa Kỳ. Năm 2010, dân số của làng này là 1076 người.

## Dân số
Dân số qua các năm:
- Năm 2000: 1122 người.
- Năm 2010: 1076 người.